# Volker Beck (atlet)
Volker Beck (* 30. června 1956, Nordhausen, Durynsko) je bývalý východoněmecký atlet, jehož specializací byl běh na 400 metrů překážek.
První úspěchy zaznamenal v roce 1975 v Athénách na juniorském mistrovství Evropy, kde získal stříbrnou medaili (400 m př.) a zlato ve štafetě na 4 × 400 metrů. V roce 1980 se stal v Moskvě olympijským vítězem. Ve finále zaběhl čtvrtku s překážkami v čase 48,70 s. Na letní olympiádě v Moskvě vybojoval společně s Klausem Thielem, Andreasem Knebelem a Frankem Schafferem také stříbrnou medaili ve štafetovém závodě na 4 × 400 metrů.
Dvakrát se stal vítězem evropského poháru a třikrát skončil stříbrný na světovém poháru.

## Osobní rekordy
- 400 m př. (dráha) - (48,58 s - 4. srpna 1979, Turín)
- 400 m (dráha) - (45,50 s - 1977)